# Dimos Thermo
Dimos Thermo (Thermo) är en kommun i Grekland.   Den ligger i prefekturen Nomós Aitolías kai Akarnanías och regionen Västra Grekland, i den centrala delen av landet, 190 km väster om huvudstaden Aten. Antalet invånare är 7 837.